# Libreria fiduciaria
Una libreria fiduciaria è una libreria che garantisce ampiezza di assortimento del catalogo di una casa editrice. La qualifica di libreria fiduciaria non comporta nessun certificato di qualità esclusive, propone solitamente un suggerimento a tutti i lettori che spesso non riescono a reperire con facilità librerie ben fornite di titoli di piccole case editrici che non hanno una distribuzione commerciale capillare.